# Urlo (rivista)
Urlo (nata come "Urlo Wave") è stata una fanzine e rivista interamente dedicata al rock italiano, fondata nel 1983 da Vittorio Amodio ed attiva fino al 1999.
Dal 1994 la stessa rivista cartacea includeva anche la pubblicazione "Hate" dedicata al punk internazionale.
Dal numero 29 alla rivista era allegato in ogni numero un disco 7".

## Storia
Urlo nasce nel settembre /ottobre 1983 per iniziativa di Vittorio Amodio con il nome Urlo Wave" ed il sottotitolo "Bollettino delle New Wave Italiana".
Gli articoli dei primi numeri sono focalizzati sulla nascente New Wave Italiana
I primi nove numeri sono stati impaginati a mano e stampati con la fotocopiatrice in pieno stile fanzine. .

Dal numero 12 della rivista il nome è stato abbreviato in "Urlo" ed è stata adottata una grafica più curata
.

La prima serie della rivista includeva 34 numeri, dopo di che è cominciata una seconda serie di 19 numeri con una nuova numerazione. 
Dal numero 29 alla rivista era allegato in ogni numero un disco 7".
Dal numero 45 del 1994 (11 della nuova serie), Urlo esce per 9 numeri assieme a "Hate (do it yourself punk'zine)": le due testate si dividono il giornale a metà.
.
La rivista ha pubblicato articoli di autorevoli firme del giornalismo musicale italiano: Vittore Baroni,Tony Face, Luca Frazzi, Roberto Calabrò.